# Niabla
Niabla, sortie en octobre 2023, est une série télévisée ivoirienne créée par Aude Forget, Anthony Martin et Gauz, réalisée par Alex Ogou et produit par Canal+.

## Synopsis
La jeune métisse, Sia est une franco-ivoirienne, qui après avoir passé des années en France, décide de revenir en Côte d’Ivoire à Abidjan dans la ville qui l’a vu naître. Son objectif, retrouver sa demi-sœur nommée Adjoua,.
Les retrouvailles sont d’une courte durée car Sia apprend que Adjoua est une « géreuse de bizi ». Adjoua disparaît sans donner de ses nouvelles. Elle laisse à Sia sa petite fille Amelan, qui souffre de la drépanocytose. Sia part à la recherche de sa demi-sœur. Elle se fait aider par Yao, un policier accros à l’alcool et Félix, un jeune médecin. Sia découvre une face cachée de la ville d’Abidjan, une réalité bien sombre, le bizi. Elle se retrouve alors au cœur du Bizi, et découvre les vastes réseau de prostitution à Abidjan, les maisons closes, les maquis, la drogue. Dans sa quête, elle se fait kidnapper et séquestrer dans un quartier précaire. Elle réussit à s’échapper. Elle fait face à un dangereux nigérian Papa John, chef d’un réseau trafic de drogue du pays,.

## Fiche technique
- Titre original : Niabla[3]
- Réalisateur : Alex Ogou
- Producteur : Alex Ogou
- Scénaristes : Aude Forget, Anthony Martin
- Acteurs principaux : Aude Forget, Gauz[7], Christelle Gougoue
- Genre : Drame
- Durée : 52 minutes
- Pays de production :  Côte d'Ivoire
- Sociétés de production : Cousines et dépendances, Polar+, Plan A et Canal+ International (co-production)
- Société de distribution : Canal+ International
- Langue originale : français
- Format : 8x52'[2]
- Diffuseur : Canal+ première[8]
- Date de sortie : 16 octobre 2024 en Côte d'Ivoire[5]

## Distribution
- Aude Forget : Sia[9]
- Armand Gauz : Yao[10]
- Christelle Gougoué : Adjoua
- Pol White : Papa John
- Stéphane Sebime : Jacob
- Ephraim Oka : Félix
- Meryl Prunelle : Amelan
- Bienvenue Koffi : Corinne
- Emmanuelle Koné : Marguerite
- Jean Thibault : Moussa
- Mahoula Kané : Patrice
- Franck Pycardhy : Joseph
- Aya Eve Guehi : Ruby

## Production
La série « Niabla » qui signifie « sœur » en langue Baoulé est tourné dans la métropole d'Abidjan en Côte d'Ivoire. Le scénario est écrit par trois scénaristes, dont Aude Forget, qui est l'actrice principale et interprète Sia, Anthony Martin, et Gauz,. C'est le réalisateur franco-ivoirien Alex Ogou qui produit la série. La série est une coproduction de Canal+ International, Plan A, d'Upside TV et Cousines et dépendances, soutenu par Polar+.
L'avant première est projeté en salle, le 11 octobre 2023,chez Majestic à Abidjan,. La première saison sort le 16 octobre 2023 avec 8 épisodes.

## Distinctions
La série est sélectionnée pour Festival de la fiction TV de La Rochelle 2023 dans la catégorie fictions francophones étrangères,.